# Тростянецкий сельский совет (Зборовский район)
Тростянецкий сельский совет (укр. Тростянецька сільська рада) — входит в состав
Зборовского района
Тернопольской области
Украины.
Административный центр сельского совета находится в 
с. Тростянец.

## История
- 1939 — дата образования.

## Населённые пункты совета
- с. Тростянец
- с. Белокриница